# Norrtjärnen (Hammerdals socken, Jämtland)
Norrtjärnen är en sjö i Strömsunds kommun i Jämtland och ingår i Ångermanälvens huvudavrinningsområde. Sjön har en area på 0,234 kvadratkilometer och ligger 292 meter över havet.

## Delavrinningsområde
Norrtjärnen ingår i det delavrinningsområde (707209-149115) som SMHI kallar för Utloppet av Norrtjärnen. Medelhöjden är 300 meter över havet och ytan är 2,82 kvadratkilometer. Det finns inga avrinningsområden uppströms utan avrinningsområdet är högsta punkten. Vattendraget som avvattnar avrinningsområdet har biflödesordning 4, vilket innebär att vattnet flödar genom totalt 4 vattendrag innan det når havet efter 205 kilometer. Avrinningsområdet består mestadels av skog (63 procent) och sankmarker (20 procent). Avrinningsområdet har 0,24 kvadratkilometer vattenytor vilket ger det en sjöprocent på 8,3 procent.